# Tour de Vendée 2013
Il Tour de Vendée 2013, quarantaduesima edizione della corsa valida come evento del circuito UCI Europe Tour 2013 categoria 1.HC e come ultima prova della Coppa di Francia 2013, si svolse il 6 ottobre 2013 per un percorso totale di 202,6 km. Fu vinta dal francese Nacer Bouhanni che giunse al traguardo con il tempo di 4h37'52" alla media di 43,82 km/h.
Al traguardo 95 ciclisti portarono a termine il percorso.

## Squadre e corridori partecipanti
| N.      | Cod. | Squadra                      |
| ------- | ---- | ---------------------------- |
| 1-8     | VCD  | Vacansoleil-DCM              |
| 11-18   | SOJ  | Sojasun                      |
| 21-28   | ALM  | AG2R La Mondiale             |
| 31-38   | FDJ  | FDJ.fr                       |
| 41-48   | EUC  | Team Europcar                |
| 51-58   | AND  | Androni Giocattoli-Venezuela |
| 61-68   | CRE  | Crelan-Euphony               |
| 71-78   | CJR  | Caja Rural                   |
| 81-88   | COF  | Cofidis, Solutions Credits   |
| 91-98   | TSV  | Topsport Vlaanderen-Baloise  |
| 101-108 | BSE  | Bretagne-Séché Environnement |
| 111-118 | RVL  | RusVelo                      |
| 121-128 | AJW  | Accent Jobs-Wanty            |
| 131-138 | BIG  | BigMat-Auber 93              |
| 141-148 | LPM  | La Pomme Marseille           |
| 151-158 | RLM  | Roubaix-Lille Metropole      |

## Ordine d'arrivo (Top 10)
| Pos. | Corridore           | Squadra       | Tempo    |
| ---- | ------------------- | ------------- | -------- |
| 1    | Nacer Bouhanni      | FDJ.fr        | 4h37'52" |
| 2    | Samuel Dumoulin     | AG2R La Mond. | s.t.     |
| 3    | Steven Tronet       | BigMat-Auber  | s.t.     |
| 4    | Laurent Pichon      | FDJ.fr        | s.t.     |
| 5    | Michael Van Staeyen | Topsport Vl.  | s.t.     |
| 6    | Bryan Coquard       | Europcar      | s.t.     |
| 7    | Yannick Martinez    | La Pomme Mar. | s.t.     |
| 8    | Julien Simon        | Sojasun       | s.t.     |
| 9    | Alessandro Malaguti | Androni       | s.t.     |
| 10   | Romain Feillu       | Vacansoleil   | s.t.     |